# باگیکلا
باگیکلا (به لاتین: Bagikla) یک منطقهٔ مسکونی در روسیه است که در شهرستان لاکسکی واقع شده‌است.